# North District (Hongkong)
North District is het noordelijkste district van Hongkong. Hongkong heeft totaal achttien districten. Het district had in 2001 ongeveer 30.000 inwoners. De totale oppervlakte van het district is 168 km². Het ligt in het noordwesten van de New Territories. De nieuwe stad Fanling-Sheung Shui ligt in dit district. North District heeft de een na laagste bevolkingsdichtheid van Hongkong.
Het noorden grenst aan Shenzhen. De natuurlijke grens hier is de Sham Chun River. De meeste belangrijke grensovergangen naar het Chinese vasteland liggen in dit district.
| Aangrenzende gebieden | Aangrenzende gebieden | Aangrenzende gebieden | Aangrenzende gebieden | Aangrenzende gebieden |
| --------------------- | --------------------- | --------------------- | --------------------- | --------------------- |
|                       |                       | Shenzhen              |                       |                       |
|                       |                       |                       |                       |                       |
|                       |                       |                       |                       |                       |
|                       |                       |                       |                       |                       |
| Yuen Long             |                       | Tai Po District       |                       |                       |